# Fred Apke

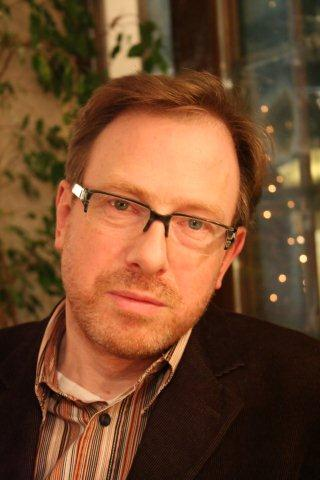
Fred Apke

Fred Apke (* 9. Mai 1959 in Bad Oeynhausen) ist ein deutscher Dramatiker, Regisseur und Schauspieler.

## Leben
Apke wuchs in Westfalen in einem kleinen Dorf an der Weser auf, kam dann mit dreizehn Jahren in ein Internat. Nach dem Abitur absolvierte er seinen Zivildienst in einem Altenheim und brach dann zu einem längeren Aufenthalt nach Italien (Sizilien) auf, schrieb erste Versuche für den Film und engagierte sich für die partito radicale. 1981 kehrte er nach Deutschland zurück und begann nach Abbruch eines Literatur – und Geschichtsstudiums eine Schauspielausbildung an der Fritz-Kirchhoff-Schule (Schauspielschule „Der Kreis“ in Berlin) und arbeitete hernach als Schauspieler im Theater und für den Film. Im Jahre 1985 schloss er sich dem Teatr Scena Polska an, das von dem polnischen Regisseur Aleksander Berlin gegründet worden war und Stücke von Gombrowicz und Sławomir Mrożek im Hamburger TIK-Theater auf die Bühne brachte. Apke spielte die Rolle des Wladzio in „Die Trauung“ von Gombrowicz (1995) und des Rudolfs in „Der Truthahn“ von Mrożek (1996), beide unter der Regie von Aleksander Berlin. Eine Filmarbeit führte ihn 1986 nach Norwegen, wo er für die nächsten Jahre blieb und für das Fernsehen und Theater zu schreiben und zu inszenieren begann. Sein Dramadebüt gab er 1987 mit „Wegen Krankheit geschlossen“ am Black Box Teater Oslo. Ab 1991 hielt er sich wieder mehr in Deutschland auf und war dort Schauspiel- und Regiegast an verschiedenen Theatern (unter anderem Kampnagelfabrik Hamburg, TIK Theater Hamburg, Stadttheater Herford, Landestheater Detmold, Komödie Kassel, Stadttheater Fürth, Tafelhalle Nürnberg, Theater am Halleschen Ufer Berlin (Kerkhof-Ensemble), Theater am Ufer Berlin, Deutsches Theater Berlin (Baracke), Theater Bremen). Seit seiner Faustinszenierung am Bałtycki Teatr Dramatyczny in Koszalin 2003 arbeitet er vorwiegend in Polen, wo seine letzten Stücke landesweit an vielen Theatern gezeigt wurden. Fred Apke lebt in Warschau und Berlin.

## Auszeichnungen
- 1997 Stipendium des Landes Nordrhein-Westfalen für „Glasaugen“.
- 2004 Sylt Stipendium für „Hades“.
- 2006 Prime Stipendium für das Drehbuch „Jablonki“
- 2009 Preisträger des polnischen Kindertheaterverbandes für „Adonis bekommt Besuch“.
- 2010 Preisträger des Komödientheaterwettbewerbs Lodz für „Sommerfrische“.
- 2010 Einladung zum Komödientheatertreffen in Katowicze mit „Kalte Duschen“.

## Künstlerisches Schaffen
Seine Komödien beschäftigen sich sehr oft mit Figuren aus dem groß- und kleinbürgerlichen Heldenleben (Das Huhn auf dem Rücken, Kalte Duschen, Warszawa Love Story, Bein ab, Der tiefgefrorene Papagei, Sommerfrische, Der Hund und die Flöhe, Danke Papa) und deren verzweifeltem Ringen um Ordnung und Zusammenhang in einer chaotischen, von Inhumanität und Gefühllosigkeit verrohten Welt. In anderen Stücken ist er an (Künstler-)Außenseitern interessiert, die in existenziellen Situationen ihre Einzigartigkeit bewähren müssen. Immer wieder spürt er auch in traumhaft anmutenden Szenen mythologischen Motiven in Geschichte und Gegenwart nach (Die Golemrezeptur – Wartesaal Abstellgleis – Hades – Schwebende Lasten, Balance). Gelegentlich schreibt er auch für das Kindertheater (Der Kaiser auf dem Misthaufen, Flieg, Krähe, flieg! Adonis bekommt Besuch). In seinem letzten Stück „Das Bild“ schildert er eine Lemberger Familie, die durch Krieg und Vertreibung bis heute bestimmt und verformt wird.
Als Auftragsarbeiten entstanden Dramatisierungen, Libretti und Übersetzungen: „Werthers Leiden“ nach Goethes Werther – „Die Nachtigall und die Rose“ – (Libretto nach Oscar Wilde) – „Der Ackermann und der Tod“ (nach Johannes von Saaz)- „Mysterien“ nach Knut Hamsun. „Nora“ – „Peer Gynt“ von Henrik Ibsen, sowie „Der Pelikan“ von August Strindberg.
Unter all den verschiedenen Formen und Stoffen seines Schreibens findet man doch immer wieder ein durchgängiges Motiv: Die tragisch – komischen Versuche von Menschen aller Klassen und Bewusstseine, die sich aus der Gefangenschaft vorgeprägten Verhaltensmustern und Klischees zu befreien trachten. Selbst im Scheitern geben sie sich dadurch Identität und Würde zurück.

## Zitate
Es geht nicht ohne den Schmerz, nicht ohne die Komik und bestimmt auch nicht ohne den Gesang. Der Gesang und das Lachen sie kommen aus dem Schmerz, und wo man sie vom Schmerz trennen will, haben wir die Lüge. Zum Beispiel im Klamauk des Boulevardtheaters.(Fred Apke)
Er ist ein trauriger Moralist der oft mit den Mitteln der Farce und der Ironie das Verlorensein des Individuums in der kapitalistischen Gesellschaft bloßzustellen trachtet.
(Marta Klubowicz)
Die Komödien von Fred Apke sind weit davon entfernt Stereotypen zu bedienen, erzeugen während man lacht aber auch eine Art Schuldgefühl, denn wir lachen über und mit Figuren, die sonst nicht unser Mitleid verdienen. Sie irritieren uns, lassen sich nicht einfach unkritisch mögen. Es scheint so als verwirkliche der deutsche Künstler Gogols Maxime: Über wen lacht ihr? Über euch! (Jacek Wakar, Dziennik)
Fred Apke durchbricht die wechselseitige Wahrnehmung der Nachbarn beiderseits der Oder. Ich lege mich fest: Fred Apke erscheint im richtigen Moment, um den landläufigen Klischees vom deutschen Wesen zu widersprechen. (Janusz R. Kowalczyk, Rzeczpospolita)